# Nemognatha nebrascensis
Nemognatha nebrascensis är en skalbaggsart som beskrevs av Enns 1956. Nemognatha nebrascensis ingår i släktet Nemognatha och familjen oljebaggar. Inga underarter finns listade i Catalogue of Life.